# 夏洛特烦恼
《夏洛特烦恼》（英語：Goodbye Mr.Loser），是2015年上映的一部中国喜剧电影，由闫飞和彭大魔担任编剧并执导，沈腾、马丽、尹正、艾伦等主演。本片改编自开心麻花2013年贺岁同名舞台剧。

## 剧情
夏洛（沈騰飾）参加学生时代暗恋的校花秋雅（王智飾）的婚礼，因现实生活的种种不如意而借着醉意大闹婚礼现场，惹得妻子马冬梅（馬丽飾）现场发飙，而他发泄过后却在马桶上睡着了，梦里他重回校园，人生又重新开始……

## 制作
本片是开心麻花团队从话剧跨界电影的第一部作品。 影片的拍摄地点主要在辽宁省大连市。

## 上映与反响
本片于2015年9月30日在中国大陆公映，上映5日成功逆袭同档期的《港囧》，夺得单日票房冠军。同时也获得了较高的口碑，得到不少娱乐圈内人士的力挺。最终票房达到14.4亿人民币，位列当时中国影史华语片榜单第三，中国影史第六位。網民把男主角向樓下老人詢問馬冬梅的下落拍成鬼畜，2019年飾演那位老人的常世奎先生去世。
| 上一届： 《港囧》 | 2015年中国内地一週票房冠軍 第40-41周（10月5日—10月18日） | 下一届： 《蚁人》 |

## 歌曲
电影《夏洛特烦恼》插曲《一次就好》，由董冬冬、陈曦作词作曲，杨宗纬演唱，发行在《夏洛特烦恼电影原声带》中。是电影中夏洛对秋雅表达爱意所创作的歌曲。 《一次就好》本来没有专门录歌曲或MV，电影广受好评后，导演为了满足观众而找杨宗纬来，是特意录制并拍摄MV以回馈观众的暖水歌。

## 争议
网络影评写手文白称，2015年中国内地国庆档最红的两部片都有抄袭的嫌疑，其中《夏洛特烦恼》全片基本上都在抄袭一部叫《佩吉·休出嫁》的电影。对此，《夏洛特烦恼》电影出品方委托律师发表声明称，文章所提出的故事整体结构框架的相似，属于该类型作品的固有模式。
《夏洛特烦恼》总制片人刘洪涛声明，从类型片角度看，《夏洛特烦恼》、《佩姬苏要出嫁》、《土拨鼠之日》、《回到十七岁》、《时空恋旅人》、《命运遥控器》、《面具》等经典影片都高度相像，但只是故事结构相近。《夏洛特烦恼》导演兼编剧闫非在新浪微博中回应称本片灵感来源于2010年天涯社区的一篇热帖。
本片与《港囧》同期上映，引发影评人对二者的对比。网络写手戴桃疆批评《夏洛特烦恼》的喜剧风格是东北喜剧的常规路线，没有致敬经典的野心，更没有在电影中介绍维尔托夫、弗拉哈迪这样的无法与普通观众产生共鸣的电影大师级名词。

## 翻拍
- 2017年马来西亚电影《令伯特烦恼》，由郑建国（英语：Adrian Teh）制导，方伟杰、云镁鑫主演。

## 電視節目的變遷
| 中国 江苏卫视 幸福剧场                      | 中国 江苏卫视 幸福剧场                                            | 中国 江苏卫视 幸福剧场 |
| ------------------------------------------- | ----------------------------------------------------------------- | ---------------------- |
|                                             | 夏洛特烦恼 （2017年1月26日）                                      |                        |
| 最后一张签证 （2017年1月1日—2017年1月25日） | 2017年中国中央电视台春节联欢晚会（20:00-00:30） （2017年1月27日） |                        |